# 利普基 (舊西尼亞瓦區)
49°42′11″N 27°38′52″E / 49.70306°N 27.64778°E
利普基（烏克蘭語：Липки）是位於烏克蘭西部的村莊，由赫梅利尼茨基州裡赫梅利尼茨基區的舊西尼亞瓦市鎮負責管轄。該村始建於1871年，面積1.12平方公里，海拔高度289米，2001年人口316，人口密度每平方公里282.1人。